# Bliss Team
Bliss Team — итальянская евродэнс-группа, базировавшаяся в Италии с 1992 по 1997 год. Они были известны своим электронным стилем и такими хитами, как «Love is Forever», «People Have the Power» и «You Make Me Cry».

## Участники
- Джеффри Джей — вокалист
- Роберто Молинаро — диджей
- Доменико Капуано — клавишник

## История
Летом 1991 года Джеффри Джея, который учился в университете, пригласили петь в итальянский ночной клуб, что на тот год стало его летней работой. Однако, до конца года ночной клуб закрыли. Год спусти во время отпуска в Турине, Джей сыграл роль владельца местного музыкального магазина аудиокассет, на которой он поёт в ночном клубе перед его закрытием. Владелец магазина познакомил его с Массимо Габутти, продюсером только что основанной Bliss Corporation. Габутти был впечатлён демо-кассетой Джея и сразу предложил ему место в Bliss Corporation с диджеем Роберто Молинаро.
В январе 1993 года Джей переехал в дом друга и начал работать в Bliss Corporation вместе с Габутти, Молинаро, звукооператором Анжеликой Вильеллой и 18-летним Маурицио Лобиной. Два месяца спустя Габутти рассказал ему о демо, над которым они работали, и попросил его сделать для него вокал, на что Джей согласился. Трек был кавером на песню Патти Смит «People Have the Power». Габутти поехал в Милан, чтобы смешать голос Джея с демо, и когда он вернулся, он сказал Джею, что это будет частью финального микса. Их исполнение «People Have the Power» было большим хитом в Италии летом 1993 года, достигнув 7 места в чартах.
В следующем году Доменико Капуано, Джеффри Джей и Роберто Молинаро сформировали группу под названием Bliss Team. Они сделали несколько хитов, в том числе «U Take Me Up», «Hold on to Love», «Love is Forever» и «You Make Me Cry».
К концу 1997 года Bliss Corporation хотели, чтобы группа распалась, чтобы они могли начать другие проекты. После распада Молинаро стал успешным диджеем, Капуано стал успешным композитором и продюсером, а Джеффри Джей сформировал группу Eiffel 65.

## Дискография

### Синглы
- «Livin' on a Prayer» (1993) — кавер на песню Bon Jovi 1987 года
- «People Have the Power» (1993) — кавер на песню Патти Смит 1988 года
- «Go» (1994)
- «Hold on to Love» (1995)
- «You Make Me Cry» (1995)
- «Love is Forever» (1995)
- «Livin' on a Prayer» (1995) — перезаписанная версия песни 1993 года
- «U Take Me Up» (1996)
- «How Can We Survive?» (1997)
- «With or Without You» (1997) — кавер на песню U2 1987 года[3]

### Альбомы
- You Make Me Cry (1996)
- Best of Bliss Team (1999)